# Sociedad Estímulo de Bellas Artes
La Sociedad Estímulo de Bellas Artes (SEBA) fue una institución artística argentina, la primera en el país y precursora de la Asociación Estímulo de Bellas Artes creada en 1938, que fue fundamental en la constitución y desarrollo de una escuela nacional.

## Historia
Fue fundada el 23 de octubre de 1876 por un grupo de jóvenes —pintores, escultores, escritores, periodistas y arquitectos—, con el fin de fomentar la actividad artística en la ciudad de Buenos Aires; entre sus objetivos, además de tener un espacio donde desarrollar su arte, estaban la realización de exposiciones, la creación de una biblioteca artística y el establecimiento de redes con instituciones artísticas de Europa. Antes de enumerar estos objetivos, el programa fundacional dice:

Su objeto único e inalterable es propender al desarrollo y adelanto entre nosotros, del dibujo, pintura, escultura, arquitectura y demás artes que de estas dimanan [...].

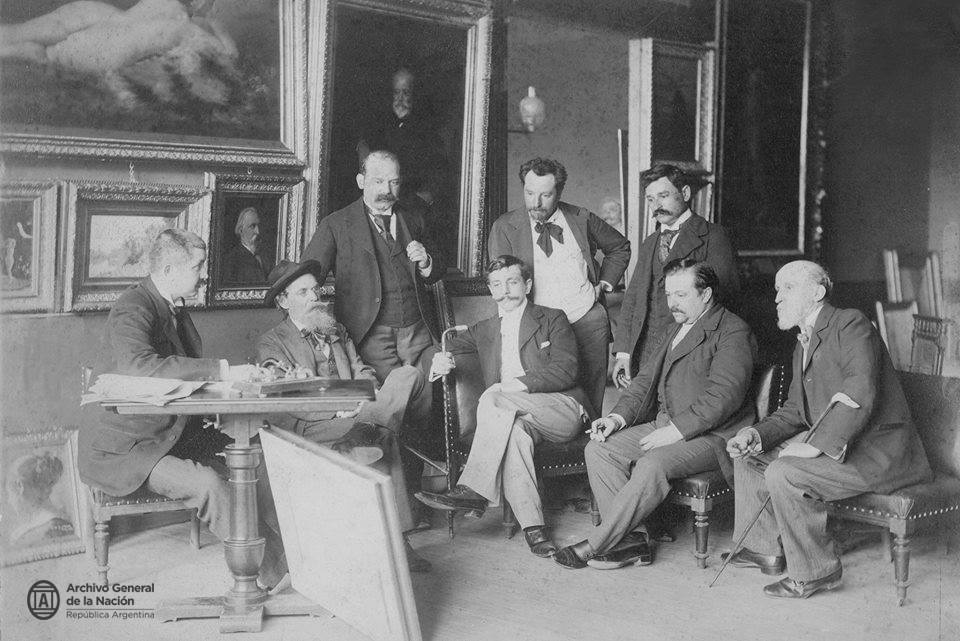
De izquierda a derecha, sentados: Eduardo Schiaffino, Eduardo Sívori, Ernesto de la Cárcova, Augusto Ballerini y Martín L. Boneo; parados: Ángel della Valle, Lucio Correa Morales y Américo Bonetti. (1893)

Su primer presidente fue el pintor y litógrafo Juan Camaña, quien había sido profesor de dibujo e idioma francés de Manuela Rosas y el que introdujo en Argentina el novedoso procedimiento fotográfico de daguerrotipo estereoscópico. Entre los miembros fundadores estaban Eduardo Sívori y su hermano Alejandro Sívori, Santiago Vaca Guzmán, Eduardo Schiaffino, Alfred Paris, el arquitecto Julio Dormal, el periodista Carlos Gutiérrez y Giuseppe Agujari, pintor italiano radicado en Buenos Aires que, antes de que esta sociedad se formara y a instancias del entonces presidente Sarmiento, viajó a su país natal para documentarse acerca de los métodos de enseñanza europeos para poder aplicarlos en una futura academia argentina. Otros miembros fueron Augusto Ballerini, Carlos E. Zuberbühler y Carlos Ripamonte —elegido presidente en 1908—.  
El 18 de enero de 1878 se publicó El arte en el Plata, revista artística y literaria de la SEBA, considerada la primera publicación de Buenos Aires dedicada al arte. Su director fue Santiago Vaca Guzmán, por entonces presidente de la Sociedad.
En 1910 organizó junto a la Sociedad Central de Arquitectos y la Comisión Nacional de Bellas Artes una muestra en la «Exposición Internacional de Arte del Centenario» realizada en ocasión del centésimo aniversario de la Revolución de Mayo, que se desarrolló desde el 12 de julio hasta el 13 de noviembre, junto al Pabellón Argentino, sito en la plaza San Martín de Retiro. Participaron obras de artistas de varios países; Cesáreo Bernaldo de Quirós fue uno de los premiados nacionales, acreedor del gran premio de honor y la medalla de oro.

## Academia Nacional de Bellas Artes
En 1878 la SEBA fundó una academia de enseñanza artística: la «Escuela de Dibujo, Pintura, Escultura, Arquitectura y Artes Aplicadas». Se designó director a Ernesto de la Cárcova y como primer profesor al pintor Francesco Romero; posteriormente se incorporaron como educadores Lucio Correa Morales en el taller de Escultura; Ángel della Valle y Reinaldo Giudici en Dibujo y Pintura; Carlos Ripamonte en Dibujo Preparatorio; Carlos E. Zuberbühler, pintor y director de museos, en la clase de Historia del Arte; y Benjamín Larroque, médico, a cargo de la cátedra de Anatomía Artística, entre otros. La escuela funcionó con ese nombre hasta 1904; al año siguiente, mediante decreto firmado por el Ministro de Justicia e Instrucción Pública, Joaquín V. González, se resolvió su nacionalización y, a partir de ese momento, se denominará «Academia Nacional de Bellas Artes y Escuela de Artes Decorativas e Industriales» hasta 1921, otorgándole además la potestad de emitir diplomas a los profesores de dibujo formados allí. Finalmente, en 1936, el gobierno decretó la creación de la Academia Nacional de Bellas Artes.
Algunos de los alumnos que pasaron por sus talleres fueron: Justo Lynch —pintor de marinas—, los escultores Rogelio Yrurtia y Arturo Dresco, Carlos Ripamonte —luego profesor y presidente de la SEBA— Cesáreo Bernaldo de Quirós y Alberto María Rossi, todos ellos  fundadores del grupo Nexus; además, Juan Francisco Peláez Leirena, pintor, profesor y periodista; el escultor Pedro Zonza Briano; el surrealista José Planas Casas; Mario Augusto Canale, pintor, fundador de la revista artística especializada El grabado; el pintor y arquitecto Emilio Agrelo, diseñador de los edificios del Jockey Club, Galerías Pacífico y el Mercado de los Carruajes; Alfredo Torcelli, luego profesor en la academia; José Antonio Terry, pintor sordo, hijo del político del mismo nombre; Américo Panozzi, «el pintor de la nieve»; Atilio Terragni; Emilio Caraffa; Atilio Malinverno; Alfredo Gramajo Gutiérrez; Martín Malharro; Eugenio Daneri; Humberto Pittaluga; Raúl Mazza; Ítalo Botti.

## Museo Nacional de Bellas Artes

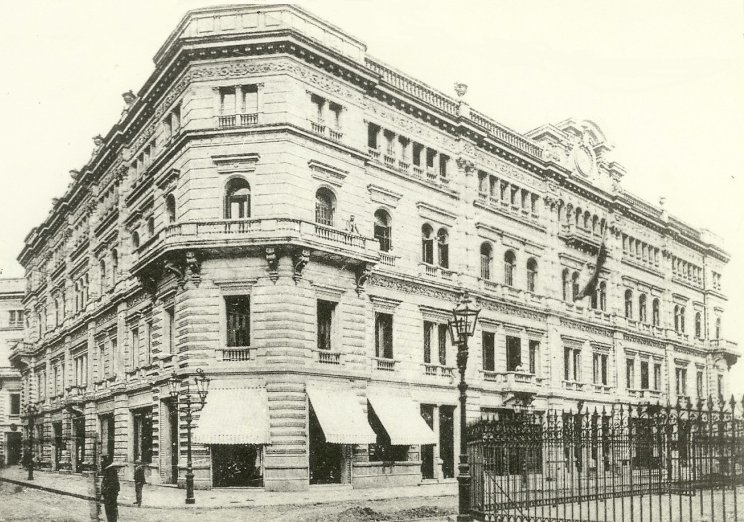
Edificio Bon Marché, donde se instaló el Museo en 1895.

El Museo Nacional de Bellas Artes fue creado por decreto del 16 de julio de 1895; cinco meses después se instaló en los salones del primer piso del edificio conocido como Bon Marché, en Florida y Córdoba, con cinco salas de exposición. Su primer director fue Eduardo Schiaffino, que se mantuvo en el cargo hasta 1910.